# Sultan Abdul Samad-gebouw

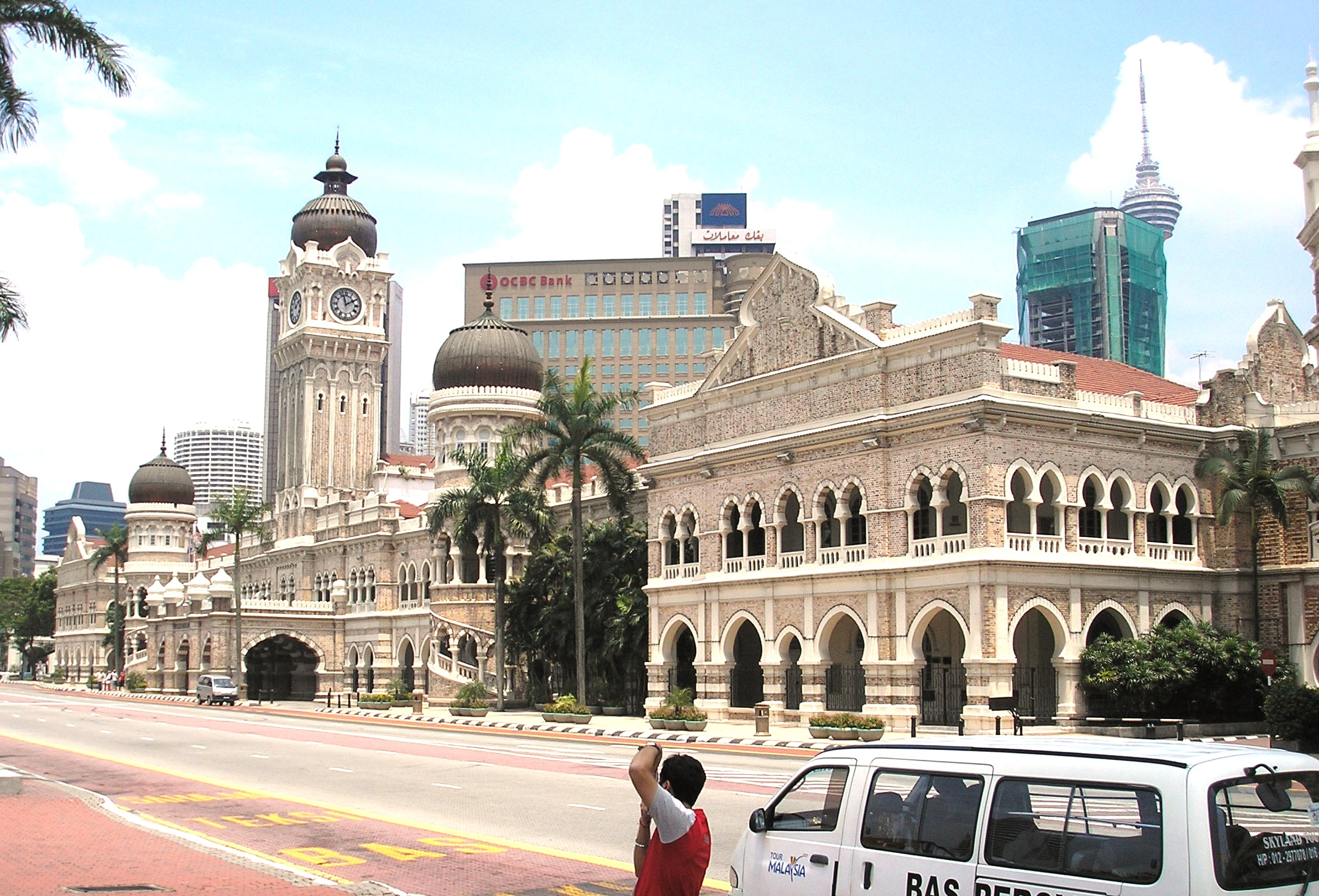
Het Sultan Abdul Samad-gebouw

Het Sultan Abdul Samad-gebouw staat aan het Dataran Merdeka-plein in de Maleisische hoofdstad Kuala Lumpur. Het werd gebouwd in de jaren 1894-1897 als regeringszetel van de Britse kroonkolonie Malaya en is vernoemd naar Abdul Samad die destijds sultan was van Selangor. Na de onafhankelijkheid van Maleisië werd het gebouw tot in de 21e eeuw als hooggerechtshof gebruikt.
Het in Moorse stijl opgetrokken gebouw heeft drie koperen koepels en een veertig meter hoge klokkentoren.